# No Red Line
No Red Line utgavs som nedladdning den 23 januari 2012 och är den svenske sångaren Sebastians fjärde album. Tidigare hade han släppt två singlar från albumet: Sunday Morning och No One Else Could. Den sistnämnda tävlade Sebastian med i Melodifestivalen 2011. 

## Låtlista
1. Hey Boy
2. Call On Me
3. No One Else Could
4. Growning Again
5. Sunday Morning
6. No Red Line (NaNaNaNaNa)
7. Under The Fire
8. Dance!
9. Believe In You
10. Turn My Face To The Sun
11. Stone Cold Water